# Dubarikot Hathalekha
Dubarikot Hathalekha (nep. दुबरीकोट हातलेखा) – gaun wikas samiti w środkowej części Nepalu w strefie Dźanakpur w dystrykcie Dhanusa. Według nepalskiego spisu powszechnego z 2011 roku liczył on 1290 gospodarstw domowych i 6874 mieszkańców (3687 kobiet i 3187 mężczyzn).